# Pint
『Pint』（ピント）は、2020年3月30日からNBC長崎放送テレビで放送されている生放送のローカルワイド番組。

## 概要
2020年3月20日まで放送されていた『あっぷる』と同年3月27日まで放送されていた『Nスタ プラス長崎』の後継番組。
番組開始時のキャッチフレーズは『長崎の今にピン!と』である。

## 放送時間
いずれも日本標準時。春休み、夏休み、年末年始、スポーツ中継、特別番組は放送を休止。
- 月曜 16:50 - 18:55、火曜 - 金曜 16:50 - 19:00（2020年3月30日 - 2022年4月1日、2023年4月17日 - ）
- 月曜 - 金曜 16:50 - 19:00（2022年4月4日 - 2023年4月14日）

## 出演者
- ◯印が付いている者は長崎放送アナウンサー。

### キャスターほか
- 豊﨑なつき◯
- 住吉光◯
- 岸竜之介◯
- 久富美海◯
- 平地真菜（気象予報士）
- 甲斐田貴之
- 菊野紗史
- 藤川和
- 佐々木良子

過去の出演者
- 山﨑菜緒◯
- 大倉聡◯
- 染矢すみれ◯